# Maoluo
Le Maoluo (chinois : 貓羅溪 ; pinyin : Māoluó Xī) est un fleuve de Taïwan.
Long de 47 kilomètres, le Maoluo traverse la ville de Taichung et les comtés de Changhua  et de Nantou.